# メカ少女
メカ少女（メカしょうじょ）は、機械や兵器等のメカを装備した美少女（戦闘美少女、サイボーグ、ガイノイド）の事を指す、萌え属性の一種。

## 定義
初期のものはアニメのロボットのパーツを美少女に取り付けたものが多く、ジャンルを超えた名称として単に「美少女化」「ロボ娘」などと呼ばれていた。萌えが拡大した結果、アニメのロボットだけではなく戦車や戦闘機などの実在の機械部品を装備するようになりメカという名前が冠されることになるが、必ずしも理解は統一しているわけではない。一般的に、軍隊などの装備を身につけたものとは違い、ビジュアル的にSFらしさ、フィクションらしさが見られるのが特徴であるが、萌え属性によってはメカと少女（ないし肉体的なものか性格的なものか）の比重の逆転傾向や外装のメカニカルな考察志向も見られる為、一概には定義は不可能である。
上記の条件を満たしているならば、アニメやゲーム、現実に発表・使用された機械や兵器類の擬人化でもメカ少女に含まれる（ロボっ娘の下地から派生したため同義的だが、似て非なるものともいえる）。なお、兵器類の擬人化の場合は「兵器少女、兵器娘」とも呼ばれる。同類同列に置かれる事の多い、怪獣の擬人化の場合は、"怪獣少女"として区別される事が多い（例えそれがロボット怪獣であっても）。
1981年4月18日に放送された『太陽戦隊サンバルカン』第11話のサブタイトルは「哀しみのメカ少女」となっており、明示的な使用が確認できる。

## 歴史・潮流
一般的には明貴美加の描いたMS少女が、著名なメカ少女の作品群とされているが正確な始まりは不明。もともとは模型雑誌の投稿欄における読者投稿による画稿がその萌芽といわれる（模型情報の投稿欄など）。また『太陽の牙ダグラム』放送時に発行されていたデュアルマガジン連載の『デロイアナナちゃん』という作品も存在している（ダグラムのパーツをつけたセーラー服の少女達が登場する。作者は中原れい〈あむろれい名義〉）。
1970年代のロボットアニメにおいてはパイオニア作品と言える『マジンガーZ』（1972年～）にてアフロダイAやビューナスAなどの女性型巨大ロボットが登場。自我を持つパートナーロボットのミネルバXやサイボーグ少女と合体するラインX1などが存在した。1976年の『ろぼっ子ビートン』のネンネン、1977年の『ジェッターマルス』の美里など主人公のサポートや紅一点、またはその性格からトラブルメーカーとなるという扱いであった。特撮作品では『キカイダー01』にビジンダー、映画『メカゴジラの逆襲』（1975年）においてサイボーグ少女、桂が登場。人造人間の悲哀を背負った存在として描かれることが多かった。変わった存在として1980年の『ウルトラマン80』において殉職した隊員に外観を似せたアンドロイド・エミが登場している。
1980年代初頭にはすでに模型雑誌やアニメ雑誌に、当時流行のアニメメカのパーツを着けたメカ少女が登場、投稿欄をにぎわせていた。こうした流れを受けその時々のロボットアニメの主人公メカの外装を美少女に取り付けたシリーズが有志の手によって生み出され、『聖戦士ダンバイン』のオーラバトラーをモチーフにしたセーラーバトラー（オーラバトラー＋セーラー服の萌え擬人化）、『重戦機エルガイム』のヘビーメタルをモチーフにしたレディメタルなどが、いわゆるアニメファンの同人誌にて描かれていた。その後『機動戦士Ζガンダム』以降に明貴美加がモデルグラフィックス誌（以下MG誌）上においてMS少女を連載し、一般的に認知された。同人誌では前述のセーラーバトラー、レディメタルと言った概念が定着するとともに、ヒロイックファンタジーでいうビキニ鎧のような露出度の高いメカ少女が一般化した。その後明貴美加のMS少女に代表される、メカ部分を持つ（パワード）スーツを着た少女という手法も定着し、この頃にはスーツをインナースーツとメカ部分に分ける、インナースーツは耐弾性や体温維持のため複合素材のレオタード風になるなど設定や画稿が精緻になっていった。ただこのアプローチはMSという名を冠したため、ガンダム世界という制約を受けた。ゆえにシリーズが別モチーフを求めるたびに名称が変わり、認知度も変化している。例えば同じMG誌においては、「センチネル少女」（『ガンダム・センチネル』の美少女化）「艦船ちゃん」（戦艦や駆逐艦などの美少女化）といった派生が見られた。
商業誌上においては著作権上もありこうした美少女＋既存のメカというアプローチは難しく、女性型ロボット（ガイノイド）という形で展開されることが多かった。古くは手塚治虫が『鉄腕アトム』を少女として初めに企画したが担当に却下されたという逸話がある。中性的に描かれたアトムはその名残であり、後にロボット少女としてアトムの妹ウランは実現している他、この作品には何人かメカ少女が登場する。また『サイボーグ009』の003、『009ノ1』のミレーヌなど、石ノ森章太郎の作品には多くのサイボーグ美女が登場し、松本零士の『セクサロイド』にもその傾向は見られる。ただこうしたメカの美女・美少女は『未来のイヴ』のハダリーやそのもととなったピュグマリオンの神話にも見られる理想の伴侶というモチーフに影響されていることが多く、萌えを主体としたメカ少女が描かれるようになったのは1980年代のロボットアニメ全盛期以降である。80年代にはロボットアニメブームとともにマニア層のなかではロリコンブームが見られ、1982年創刊のレモンピープル2号から連載された『撃殺！宇宙拳』においてサブキャラ的な扱いではあったが萌えの対象と言えるメカ少女が登場。さらには合体して巨大ロボとなるキャラや、登場女性キャラが改造されメカ少女となるといった展開が見られた。また主人公の少女が、体格の問題からパワードスーツが着用できないため、ありったけの増加装備を着用した、今で言うメカ少女のようなスタイルを披露している。
このように二次創作、パロディ的方面から発展、認知されてきたメカ少女も『超時空騎団サザンクロス』（1984年）や『マシンロボ クロノスの大逆襲』（1986年）など、前面にアピールした作品も現れてくる。
また、1980年代から注目され始めたイラストレーターの空山基の描く、メタリックなシルバーのメカ部分を持つ美女、あるいは柔らかな曲線の完全メカ美女は、萌えとは違ったアプローチで描かれたメカ少女である。
1990年代半ばから2000年にかけて、コンピュータ及び通信ネットワークの発達にともない、アマチュアのCGクリエイターの画像が巷に出回るようになると、様々な擬人化手法としてメカ少女が組み入れられ、実在の戦車や戦闘機をイメージしたパーツを着けたものやトータルイメージをあらわすキャラクターとしてのメカ少女が登場する。前者は島田フミカネの『メカ娘』、後者は『戦闘妖精雪風』のスピンオフキャラ、メイヴちゃんとして人気が高まり『戦闘妖精少女 たすけて! メイヴちゃん』として単独映像作品化もされている。
メカ少女が大規模に製品化されたのは、主に島田フミカネのデザイン担当によりコナミが2005年からフィギュア化した『メカ娘』に始まり、翌年の『武装神姫』、さらに『スカイガールズ』を相次いでシリーズ展開して以後である。同時期にブームを呈しつつあった美少女キャラクターフィギュアの1ジャンルとしてメカ少女製品も確立する。コナミは2013年頃までにこれら方面からほぼ撤退したが、メカ娘およびスカイガールズの後継的シリーズである『ストライクウィッチーズ』、コトブキヤの『フレームアームズ』からスピンオフし2015年から開始したプラモデル『フレームアームズ：ガール』、武装神姫の流れを汲む『メガミデバイス』、『アリス・ギア・アイギス』、バンダイの『30 MINUTES MISSIONS』からスピンオフし2021年から開始したプラモデル『30 MINUTES SISTERS』、メガハウスの『デスクトップアーミー』等、メカ少女、サイバネ少女型キャラクターおよびホビー製品のブームにつながった。

## メカ少女の種別
ガイノイド
完全なる機械少女。少女の姿を持つも中身は機械というもの。外見が人間らしいものは『超時空世紀オーガス』のモーム、『ドールズフロントライン』の戦術人形など。外見からメカなものは『超獣戦隊ライブマン』のコロンや『ファイアボール』のドロッセルなど。兵器としてのメカ少女は士郎正宗の『ブラックマジック M-66』に登場するM-66など。
巨大ロボ
完全なる機械少女であり、人の操縦する（あるいは自我を持つ）少女型巨大ロボ。『マジンガーZ』のアフロダイA、ミネルバX、『ARIEL』のARIEL、スーパーロボット大戦シリーズのヴァルシオーネ、『電脳戦機バーチャロン』のフェイ-イェン、エンジェラン、『機動武闘伝Gガンダム』のノーベルガンダムなど。
サイボーグ
身体の一部を機械化した少女。生身の部分が多く残っているものは『GUNSLINGER GIRL』の義体少女など。脳以外は機械化というものは『銃夢』のガリィなど。『攻殻機動隊』の草薙素子も設定は大人の女性であるがこのタイプ。必ずしも正確な人間の姿にこだわらないメカとの融合は、島田フミカネのメカ娘シリーズなど。
機械装備装着（着ぐるみ、コスプレ）
身体にメカパーツを着せる（取り付ける）もの。MS少女はこのコンセプトで描かれている。後に『銀河お嬢様伝説ユナ』などにも、前数項目共々取り入れられている。

## 主な作家
- Ein
- ZECO
- 明貴美加
- 駒都えーじ
- じじ
- 島田フミカネ
- 吉崎観音
- 藤枝雅
- Gia

## 主なメカ少女作品
- オトメディウス
- 銀河お嬢様伝説ユナ
- スカイガールズ
- ストライクウィッチーズ
- ガジェットトライアル
- 最終兵器彼女
- ジオノムスメ
- しろクロ (ALTERNA)
- トリガーハート エグゼリカ
- 怒首領蜂大復活
- MS少女
- MC☆あくしず
- メカ娘
- 武装神姫
- ティンクルセイバー
- 一撃殺虫!!ホイホイさん
- HAND MAID メイ
- 萌え萌え2次大戦(略)
- 東映ロボットガールズ
- ロボットガールズZ
- アスラクライン
- そらのおとしもの
- そらのおとしものf
- 艦隊これくしょん -艦これ-[2]
- ロボット新人類ポリニアン
- サン娘 〜Girl's Battle Bootlog
- フレームアームズ・ガール
- アリス・ギア・アイギス
- デート・ア・ライブ
- 戦姫絶唱シンフォギア
- アズールレーン
- 30 MINUTES SISTERS
- ゾイドガール
- デスクトップアーミー
- アーテリーギア-機動戦姫-
- ファイナルギア -重装戦姫-
- IS 〈インフィニット・ストラトス〉
- メガミデバイス
- ゴッズオーダー
- ブロッカーズFIORE
- ドールズフロントライン
- アトランジャー
- 装甲娘
- 俺、ツインテールになります。
- 超可動ガール1/6
- アッシュアームズ
- 蒼藍の誓い ブルーオース
- 戦艦少女R
- 最弱無敗の神装機竜
- 魔装学園H×H
- 換装少女、換装重機
- コズミックブレイク、コズミックブレイク2
- ハンドレッド
- 怒首領蜂大往生、怒首領蜂 大復活、怒首領蜂最大往生
- オリハルコン・レイカル
- アーマードレディー
- ヴァリアブルファイターガールズ
- ガンダムコスヒロインズ
- BISHOUJOシリーズ
- アーマーガールズプロジェクト